# Scott Jorgensen
Scott Roger Jorgensen é um lutador de MMA americano, atualmente ele compete no Peso Galo do Ultimate Fighting Championship. Jorgensen atualmente está em #6 no ranking dos Galos de acordo com o site Sherdog.

## Background
Jorgensen começou a lutar no 3° grau e continuou no Wrestling na faculdade Boise State University.
Jorgensen foi diagnosticado com vitiligo. De acordo com Jorgensen em uma entrevista ao site MMARecap.com: "É só uma desordem de pigmentação que, basicamente, o meu sistema imunológico combate as células de pigmento e perde a sua cor". Em outra entrevista, ele fala sobre quando notou pela primeira vez que isso acontece. "Tudo começou na nona série. Notei uma pequena mancha no meu pulso e eu não penso muito nisso. Minha mãe se ofereceu para me levar a um médico, mas eu não queria ir. Isso me incomoda porque eu não sabia como explicar isso para as pessoas ... e algumas pessoas eram ignorantes. Então, eu só me envolvi com o que eu faço melhor, que é estar lutando, e eu sempre tive muitos amigos. Chegou a um ponto em que eu decidi que iria me aceitar ou senão as outras pessoas não iriam por causa da minha pele, então você tem problemas maiores do que eu. Eu não me importo, não me incomoda. É algo que me faz quem eu sou".

## Carreira no MMA
Jorgensen começou sua carreira no MMA em eventos promocionais de sua região, incluindo X-Fighting Championships, Alaska Fighting Championships, Ring of Fire e ShoXC.

### World Extreme Cagefighting
Jorgensen fez sua estréia no WEC contra Damacio Page no WEC 32, perdeu por Decisão Unânime, durante a luta foi relatado que Jorgensen sofria de problemas de saúde por causa de seu vitiligo. Jorgensen, em seguida venceu seus dois combates contra os veteranos Kenji Osawa e Frank Gomez.
Jorgensen em seguida perdeu por Decisão Dividida para Antonio Banuelos no WEC 41 em uma luta denomiada por Reed Harris como uma das melhores lutas do ano de 2009.
Jorgensen era esperado para enfrentar Rafael Rebello em 2 de Setembro de 2009 no WEC 43. Porém, Rebello foi obrigado a se retirar da luta e foi substituído por Noah Thomas. Jorgensen venceu Thomas por Nocaute no primeiro round.
Jorgensen venceu Takeya Mizugaki em 19 de Dezembro de 2009 no WEC 45, por Decisão Unânime. A luta recebeu o prêmio de Luta da Noite.
O próximo oponente de Jorgensen foi Chad George em 6 de Março de 2010 no WEC 47. Ele venceu por Finalização aos 0:31 secgundos do primeiro round.
Jorgensen enfrentou Antonio Banuelos em uma revanche em 24 de Abril de 2010 no WEC 48, substituíndo o lesionado Damacio Page. Jorgensen venceu por Decisão Unânime.
Jorgensen venceu Brad Pickett por Decisão Unânime em 18 de Agosto de 2010 no WEC 50.
Jorgensen finalmente ganhou o title shot e enfrentou o campeão Dominick Cruz em 16 de Dezembro de 2010 no último evento do WEC, o WEC 53. O vencedor da luta se tornaria o Campeão Final Peso Galo do WEC e o primeiro Campeão Peso Galo do UFC. Jorgensen perdeu por Decisão Unânime.

### Ultimate Fighting Championship
Em Outubro de 2010, O World Extreme Cagefighting se fundiu com o Ultimate Fighting Championship. Como parte da fusão, todos os lutadores do WEC foram lutar no UFC.
Jorgensen enfrentou Ken Stone em 4 de Junho de 2011 no The Ultimate Fighter 13 Finale. Jorgensen venceu a luta por Nocaute no primeiro round.
Jorgensen enfrentou Jeff Curran em 29 de Outubro de 2011 no UFC 137. Ele venceu a luta por Decisão Unânime.
Jorgensen enfrentou Renan Barão em 4 de Fevereiro de 2012 no UFC 143. Ele perdeu a luta por Decisão Unânime.
Jorgensen enfrentou Eddie Wineland em 8 de Junho de 2012 no UFC on FX: Johnson vs. McCall. Wineland derrotou Jorgensen por Nocaute no segundo round, a luta rendeu aos dois lutadores o prêmio de Luta da Noite.
Jorgensen enfrentou John Albert em 8 de Dezembro de 2012 no UFC on Fox: Henderson vs. Diaz. Jorgensen venceu a luta por Finalização no primeiro round e ganhou o prêmio de Finalização da Noite e Luta da Noite.
Jorgensen enfrentou Urijah Faber em 13 de Abril de 2013 no The Ultimate Fighter: Team Jones vs. Team Sonnen Finale. Jorgensen foi finalizado por Faber em um mata leão no quarto round.
Jorgensen era esperado para fazer sua estréia no Peso Mosca contra Ian McCall em 14 de Dezembro de 2013 no UFC on Fox: Johnson vs. Benavidez II, porém, McCall se lesionou e foi substituído por John Dodson. Porém, Dodson também se lesionou e teve que ser substituído pelo estreante no UFC e ex-Campeão Peso Galo do Bellator Zach Makovsky. Jorgensen perdeu a luta por decisão unânime.
Jorgensen enfrentou o brasileiro Jussier Formiga em 23 de Março de 2014 no UFC Fight Night: Shogun vs. Henderson II., e foi derrotado no primeiro round por finalização.
Jorgensen enfrentou Danny Martinez em 7 de Junho de 2014 no UFC Fight Night: Henderson vs. Khabilov. Ele venceu por decisão unânime, assim encerrando sua sequência de três derrotas.
Ele era esperado para enfrentar o medalhista olímpico Henry Cejudo em 30 de Agosto de 2014 no UFC 177. No entanto, uma lesão tirou Cejudo do evento no dia da pesagem. Jorgensen enfrentou Wilson Reis em 25 de Outubro de 2014 no UFC 179 e foi derrotado por finalização com um triângulo de braço ainda no primeiro round.
Jorgensen voltou aos galos e enfrentou Manny Gamburyan em 15 de Julho de 2015 no UFC Fight Night: Mir vs. Duffee. Ele foi derrotado por decisão unânime.
Jorgensen sofreu sua terceira derrota seguida ao perder para Alejandro Perez em 21 de Novembro de 2015 no The Ultimate Fighter: América Latina 2 Finale por nocaute técnico ocasionado por uma desistência no tornozelo.

## Cartel no MMA
| Cartel no MMA   |             |             |
| 27 lutas        | 15 vitórias | 12 derrotas |
| Por nocaute     | 2           | 2           |
| Por finalização | 5           | 4           |
| Por decisão     | 8           | 6           |

| Res.    | Cartel | Oponente         | Método                           | Evento                                   | Data       | Round | Tempo | Local                      | Notas                                                       |
| ------- | ------ | ---------------- | -------------------------------- | ---------------------------------------- | ---------- | ----- | ----- | -------------------------- | ----------------------------------------------------------- |
| Derrota | 15-12  | Alejandro Pérez  | Finalização (desistência)        | TUF América Latina 2 Finale              | 21/11/2015 | 2     | 4:26  | Monterrey                  |                                                             |
| Derrota | 15-11  | Manny Gamburyan  | Decisão (unânime)                | UFC Fight Night: Mir vs. Duffee          | 15/07/2015 | 3     | 5:00  | San Diego, California      | Volta aos galos.                                            |
| Derrota | 15-10  | Wilson Reis      | Finalização (triângulo de braço) | UFC 179: Aldo vs. Mendes II              | 25/10/2014 | 1     | 3:28  | Rio de Janeiro             |                                                             |
| Vitória | 15-9   | Danny Martinez   | Decisão (unânime)                | UFC Fight Night: Henderson vs. Khabilov  | 07/06/2014 | 3     | 5:00  | Albuquerque, New Mexico    | Luta da Noite.                                              |
| Derrota | 14-9   | Jussier Formiga  | Finalização (mata leão)          | UFC Fight Night: Shogun vs. Henderson II | 23/03/2014 | 1     | 3:07  | Natal                      |                                                             |
| Derrota | 14-8   | Zach Makovsky    | Decisão (unânime)                | UFC on Fox: Johnson vs. Benavidez II     | 14/12/2013 | 3     | 5:00  | Sacramento, California     | Estreia nos Moscas.                                         |
| Derrota | 14-7   | Urijah Faber     | Finalização (mata leão)          | The Ultimate Fighter 17 Finale           | 13/04/2013 | 4     | 3:16  | Las Vegas, Nevada          |                                                             |
| Vitória | 14–6   | John Albert      | Finalização (mata leão)          | UFC on Fox: Henderson vs. Diaz           | 08/12/2012 | 1     | 4:59  | Seattle, Washington        | Finalização da Noite; Luta da Noite                         |
| Derrota | 13–6   | Eddie Wineland   | Nocaute (socos)                  | UFC on FX: Johnson vs. McCall            | 08/06/2012 | 2     | 4:10  | Sunrise, Florida           | Luta da Noite                                               |
| Derrota | 13–5   | Renan Barão      | Decisão (unânime)                | UFC 143: Diaz vs. Condit                 | 04/02/2012 | 3     | 5:00  | Las Vegas, Nevada          |                                                             |
| Vitória | 13–4   | Jeff Curran      | Decisão (unânime)                | UFC 137: Penn vs. Diaz                   | 19/10/2011 | 3     | 5:00  | Las Vegas, Nevada          |                                                             |
| Vitória | 12-4   | Ken Stone        | Nocaute (socos)                  | The Ultimate Fighter 13 Finale           | 04/06/2011 | 1     | 4:01  | Las Vegas, Nevada          |                                                             |
| Derrota | 11–4   | Dominick Cruz    | Decisão (unânime)                | WEC 53: Henderson vs. Pettis             | 16/12/2010 | 5     | 5:00  | Glendale, Arizona          | Pelo Cinturão Peso Galo do WEC e Cinturão Peso Galo do UFC. |
| Vitória | 11–3   | Brad Pickett     | Decisão (unânime)                | WEC 50: Cruz vs. Benavidez               | 18/08/2010 | 3     | 5:00  | Las Vegas, Nevada          | Luta da Noite                                               |
| Vitória | 10–3   | Antonio Banuelos | Decisão (unânime)                | WEC 48                                   | 24/04/2010 | 3     | 5:00  | Sacramento, California     |                                                             |
| Vitória | 9–3    | Chad George      | Finalização (guilhotina em pé)   | WEC 47                                   | 06/03/2010 | 1     | 0:31  | Columbus, Ohio             |                                                             |
| Vitória | 8–3    | Takeya Mizugaki  | Decisão (unânime)                | WEC 45                                   | 19/12/2009 | 3     | 5:00  | Las Vegas, Nevada          | Luta da Noite                                               |
| Vitória | 7–3    | Noah Thomas      | Nocaute (socos)                  | WEC 43                                   | 10/10/2009 | 1     | 3:13  | San Antonio, Texas         |                                                             |
| Derrota | 6–3    | Antonio Banuelos | Decisão (dividida)               | WEC 41                                   | 07/06/2009 | 3     | 5:00  | Sacramento, California     |                                                             |
| Vitória | 6–2    | Frank Gomez      | Finalização (guilhotina)         | WEC 38                                   | 25/01/2009 | 1     | 1:09  | San Diego, California      |                                                             |
| Vitória | 5–2    | Kenji Osawa      | Decisão (unânime)                | WEC 35                                   | 03/08/2008 | 3     | 5:00  | Las Vegas, Nevada          |                                                             |
| Derrota | 4–2    | Damacio Page     | Decisão (unânime)                | WEC 32                                   | 13/02/2008 | 3     | 5:00  | Albuquerque, New Mexico    |                                                             |
| Vitória | 4–1    | Chris David      | Decisão (unânime)                | ShoXC Card de 27 de Julho de 2007        | 27/07/2007 | 3     | 5:00  | Santa Ynez, California     |                                                             |
| Vitória | 3–1    | Tyler Toner      | Decisão (unânime)                | ROF 29: Aftershock                       | 28/04/2007 | 3     | 5:00  | Boulder, Colorado          |                                                             |
| Derrota | 2–1    | Joey Jesser      | Finalização (chave de braço)     | ROF 26: Relentless                       | 09/09/2006 | 1     | 1:08  | Colorado Springs, Colorado |                                                             |
| Vitória | 2–0    | Louie Lagunsad   | Finalização (chave de calcanhar) | ROF 25: Overdrive                        | 29/07/2006 | 1     | 1:43  | Boulder, Colorado          |                                                             |
| Vitória | 1–0    | Mike Morris      | Finalização (chave de braço)     | Alaska Fighting Championship 24          | 15/06/2006 | 1     | 1:31  | Juneau, Alaska             |                                                             |